# René Pomeau
René Pomeau (* 20. Februar 1917 in Beautiran; † 26. Februar 2000 in Clamart) war ein französischer Literaturhistoriker, der vor allem wegen seiner Arbeiten über Voltaire bekannt ist.
Pomeau besuchte das Gymnasium Lycée Thiers in Marseille und studierte an der Universität Aix-en-Provence und ab 1937 an der École normale supérieure (ENS). Nach Bestehen der Agrégation de Lettres 1941 war er Gymnasiallehrer in Angoulême und ab 1945 in Tours. Ab 1949 war er Assistent an der Universität Bordeaux und ab 1950 an der Universität Poitiers. In der Zeit des Vichy-Regimes war er in Angoulême, wo er eine Zeitung La Charente Libre herausgab. Nach dem Krieg war er an der Universität Toulouse. 1954 erregte er mit seiner Dissertation La Religion de Voltaire Aufmerksamkeit (veröffentlicht 1956 und danach in mehreren Auflagen) und war dann Professor in Toulouse. 1961 wurde er in die Jury der Aufnahmeprüfungen der ENS aufgenommen und 1963 wurde er Professor an der Sorbonne. 
Er gründete die französische Gesellschaft für das Studium des 18. Jahrhunderts, die international Konferenzen organisierte, insbesondere im Fernen Osten. 1979 wurde er Präsident der Societé d´histoire littéraire de la France. 1988 wurde er Mitglied der Académie des sciences morales et politiques.
Pomeau hatte als Literaturhistoriker zahlreiche Schüler in Frankreich. Er war weniger an Literaturtheorie als am Textstudium und an der Entdeckung neuer Texte interessiert. Sein Opus magnum ist ein mehrbändiges Werk über Voltaire, das ab 1985 erschien, und er gab viele Werke von Voltaire heraus wie das Dictionnaire philosophique oder die Historischen Werke Voltaires in der Bibliothèque de la Pléiade. Neben Voltaire beschäftigten ihn auch weitere Autoren des Aufklärungszeitalters wie Beaumarchais, Montesquieu und Choderlos de Laclos. 1999 erschienen seine Memoiren.
Er war verheiratet und hatte drei Söhne.

## Schriften
- Memoires d’un siecle, entre XIXème et XXème, Fayard, 1999
- als Mitautor und Herausgeber: Voltaire en son temps, 5 Bände, Voltaire Foundation, Oxford, 1985–1994 sowie zwei Bände bei Fayard, 1995
- Beaumarchais ou la bizarre Destinée, Paris, PUF, 1987
- Laclos ou le paradoxe, Paris, Hatier, 1975
- L’Âge classique : 1680-1720,  Band 3, Arthaud, 1971
- L’Europe des Lumières, cosmopolitisme et unité européenne au XVIII Siecle, Paris, Stock, 1966
- La Religion de Voltaire (1954), Bibliothèque de la Pléïade, 1957, bearbeitete Neuausgabe 1969 bei Nizet und 1974.
- Politique de Voltaire, Paris 1970